# Carl Robinson
Carl Robinson (* 13. Oktober 1976 in Llandrindod Wells) ist ein ehemaliger walisischer Fußballspieler.
Nach seinem Karriereende 2011 wurde er erst Assistenztrainer bei den Vancouver Whitecaps, später wurde er Chef-Trainer der Mannschaft. Am 25. September 2018 wurde Robinson entlassen.

## Karriere

### Verein
Robinson begann seine Fußballkarriere beim damaligen Zweitligisten Wolverhampton Wanderers, wo er 1995 einen Profivertrag unterschrieb. Um mehr Spielpraxis zu erhalten, wurde der Waliser zur Folgesaison an Shrewsbury Town verliehen. Mit diesen erreichte er 1996 das Finale um die Football League Trophy. In der Partie gegen Rotherham United unterlag der Klub jedoch mit 1:2. Nachdem Robinson wieder zurückgekehrt war, kam er zu regelmäßigen Einsätzen mit den Wanderers. 1996/97 erreichte der Klub die Play-off-Runde zum Aufstieg in die Premier League, wo man aber bereits im Halbfinale scheiterte. Jahr für Jahr verpassten die Wolves die erneute Qualifikation für die höchste englische Fußballklasse. Erst 2001/02 platzierte man sich auf Rang drei, was den Einzug in die Aufstiegsrunde möglich machte, der Verein verpasste diesen aber nach einer Niederlage gegen Norwich City.
Im Sommer 2002 entschied sich Robinson zu einem Vereinswechsel und transferierte zu Ligakonkurrent FC Portsmouth. Mit diesen gewann er die zweite Liga und stieg 2003 in die Premier League auf. Viel konnte er zu dieser Leistung jedoch nicht beitragen. Zwischen 2003 und 2004 wurde der Mittelfeldspieler an fünf verschiedene Verein ausgeliehen. So auch an den AFC Sunderland. Dort überzeugte Robinson und unterzeichnete 2004 einen Dreijahresvertrag bei First-Division-Teilnehmer. Mit dem AFC gewann der Waliser zum zweiten Mal in seiner Laufbahn die zweite Liga, wobei er als Stammspieler ein wichtiger Akteur des Aufstiegs war. Doch in der Premier League hatte es Robinson wieder schwer und ließ sich deshalb an den unterklassigen Klub Norwich City verleihen, ehe er 2006 endgültig dort unterzeichnete.
Am 31. Januar 2007 zog es ihn weg von der Insel und Robinson wechselte nach Nordamerika zum neu gegründeten Toronto FC. Schnell stieg er beim kanadischen Klub zu einem Leistungsträger und Fanliebling auf. Gleich im ersten Jahr beim TFC wählten ihn die Klub-Anhänger zum Most Valuable Player des Vereins. Im Folgejahr wurde diese Auszeichnung bestätigt und Robinson erhielt sie zum zweiten Mal. Mit Toronto gewann der Mittelfeldspieler 2009 die Canadian Championship. Im März 2010 wechselte Robinson zusammen mit seinem Teamkameraden Greg Sutton in die USA zu den New York Red Bulls. Dort steht er in seinem Team mit Akteuren wie den früheren Barcelona-Spielern Rafael Márquez und Thierry Henry, sowie Juan Pablo Ángel und Bouna Coundoul.

### Nationalmannschaft
Von 1999 bis 2009 spielte Robinson für die walisische A-Nationalmannschaft. Zuvor war er bereits im Kader von Nachwuchsmannschaften. Sein Debüt gab er 1999 gegen eine belarussische Auswahl.
Im April 2009 gab er bekannt, nachdem Wales an der Qualifikation zur Weltmeisterschaft 2010 scheiterte, seine Nationalmannschaftskarriere zu beenden. Seine letzte Partie im Dress der Waliser bestritt der Mittelfeldspieler am 28. März 2009 im WM-Quali-Spiel gegen Finnland.

## Erfolge

### Verein
- Gewinn der Football League First Division mit FC Portsmouth: 2003
- Gewinn der Football League First Division mit AFC Sunderland: 2005
- Gewinn der Canadian Championship mit FC Toronto: 2009

### Individuell
- MVP des FC Toronto: 2007, 2008

## Trivia
- Mit 84 Ligaspielen zwischen 2007 und 2010 ist Robinson hinter Jim Brennan der Toronto-Spieler mit den meisten Einsätzen für den Klub. (Stand: 23. Oktober 2010)
- Robinsons Cousin, Andy Robinson, ist ebenfalls Fußballprofi